# Andrea d'Assisi

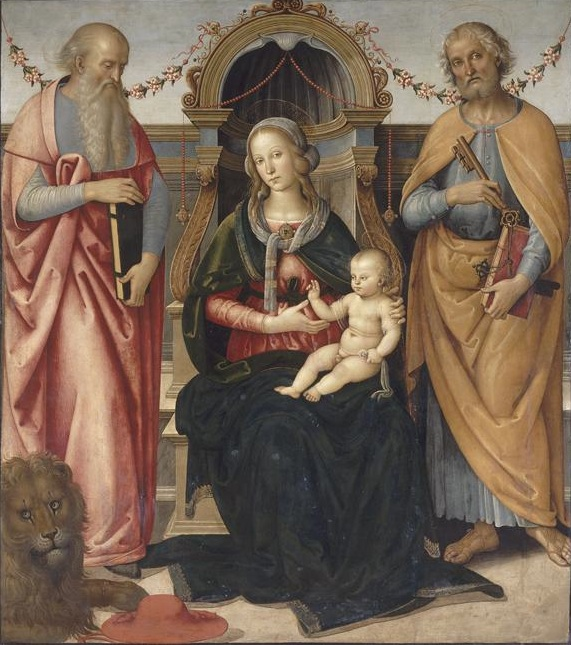
Sacra conversazione nel Museo Condé

Andrea d'Aloigi da Assisi, detto l'Ingegno (Assisi, 1480 – 1521), è stato un pittore italiano, ritenuto dal Vasari il miglior allievo del Perugino.

## Biografia e opere
Andrea d'Assisi collaborò anche con il Pinturicchio. Sempre secondo Vasari fu costretto ad abbandonare l'attività pittorica in seguito alla cecità sopraggiunta, si ritiene, attorno al 1501. A lui vengono attribuiti varie opere fra cui si ricordano:
- Madonna col Bambino, Londra, National Gallery, 1490-1500;
- Santi Giacomo, Antonio abate e sant'Ansano, affresco, ubicato sulla controfacciata dell'Oratorio dei pellegrini ad Assisi (Perugia);
- Crocifissione, ad affresco sopra l'esterno dell'abside nella Basilica di Santa Maria degli Angeli (Perugia).
- Madonna col Bambino, santi Girolamo e Bernardino da Siena (1503), affresco staccato;

Inoltre, collabora ai lavori di decorazione della Sala del Cambio di Perugia (1500) con il Perugino ed al cantiere della Cappella Sistina a Roma con il Pinturicchio all'epoca di Innocenzo VIII.